# I Am King
I Am King es el segundo álbum de la banda de hardcore punk Code Orange. El álbum fue producido por Kurt Ballou y lanzado el 2 de septiembre de 2014 a través de Deathwish Inc. Para promocionar el álbum, Code Orange lanzó videoclip para las canciones «I Am King» y «Dreams in Inertia», además de una reproducción en línea de «My World».

## Escritura y grabación
Code Orange entró al estudio con Kurt Ballou en febrero de 2014. Ballou es el guitarrista de Converge y previamente había grabado el álbum debut de Code Orange, Love Is Love/Return to Dust en 2012. El baterista de Code Orange, Jami Morgan, describió I Am King como un álbum "diferente" que marcará "una era nueva para nuestra banda", y también declaró: "Muchas de las partes más pesadas son más pesadas y, a veces, más obvias. Muchas de las partes más extrañas son más extrañas y un poco más antisociales. Las cosas se mezclan mucho más." Luego de que la banda escribiera las canciones de I Am King, Code Orange volvió a ver las pistas para buscar momentos en los que pudieran "incorporar estas pequeñas pepitas de sonido que nos emocionaron o nos intrigaron." Las canciones también fueron influenciadas por grupos como Sepultura, Prayer for Cleansing y Alice in Chains.

## Promoción y marketing
Code Orange (en ese entonces conocido como Code Orange Kids) comenzó a bromear sobre el próximo lanzamiento de su segundo álbum con 7 meses de antelación en febrero de 2014, al publicar una imagen de una pantera verde con un fondo negro acompañada de la frase "King 2014" en sus redes sociales. El mes siguiente, Code Orange lanzó una misteriosa campaña de marketing viral y el sitio web denominado "Thinners of the Herd", que pedía los nombres de los fanáticos de la banda y las direcciones de sus casas.
En junio de 2014, Code Orange lanzó un video musical para la canción, «I Am King», dirigido por Max Moore. Escribiendo para Exclaim!, Gregory Adams dijo que "I Am King" es "un poco sangriento" y también dijo: "Mientras que el video en blanco y negro se unen a tomas salvajes del grupo a través de golpes rápidos y poderosos y un monstruo de mosh desde el interior de un granero cubierto de paja, hay aún más metraje amenazador mezclado con el tiempo de ejecución del clip". En julio de 2014, Code Orange lanzó la canción «My World», seguido de un video musical de «Dreams in Inertia» en agosto de 2014, nuevamente dirigido por Max Moore. Escribiendo para Fangoria, Samuel Zimmerman describió el videoclip de «Dreams in Inertia», diciendo: "Es cierto que más melodioso (para un hechizo), el video de 'Dreams in Inertia' está lleno de vibraciones ocultas y de confusión lo-fi". Adams de Exclaim!, también discutió el video, comentando: "Mientras vemos a la banda transmitir la melodía a lo largo del video, también podemos vislumbrar la purificación de la bañera de un chico y la marcha de una tripulación a través de un bosque lleno de sogas. Code Orange se encuentra con la otro facción al final del video para ofrecer algunos sorbos de Kool-Aid, que puede no ser un gesto de buena fe." I Am King estuvo disponible en línea en su totalidad una semana antes de su lanzamiento el 26 de agosto de 2014.
Para apoyar giras, Code Orange realizó una series de materiales casi completamente nueva para I Am King. En una entrevista sobre un show en Portland, Oregón, el baterista Jami Morgan explicó: "Vamos a tocar una canción de [Love Is Love/Return to Dust] y eso es todo. Nada más importa. Para mí, cuando haces una álbum que [te hace] sentir como nos sentimos con este álbum, los otros álbumes no importan. Están obsoletos. Estaban en un camino para llegar a este disco." La primera gira de Code Orange en apoyo a I Am King fue una breve apertura para Killswitch Engage y Ringworm en torno a su participación en el festival This Is Hardcore, el 24 de julio de 2014. A esto le siguió una gira conjunta entre septiembre y octubre de 2014 con Twitching Tongues.

## Recepción

### Recepción de la crítica
Tras su lanzamiento, I Am King recibió críticas muy favorables. En Metacritic, que asigna una calificación normalizada de 100 a críticas de música, el álbum recibió una puntuación promedio de 87, lo que indica "aclamación universal", según cuatro revisiones.
Escribiendo para Consequence of Sound, Ryan Bray declaró: "el metalcore gutural todavía reina con fuerza sobre cualquier ambición de indie rock de ensueño que Code Orange entretiene en I Am King. ... Pero lo están intentando, y en un género que se adhiere tanto a la fórmula como el hardcore, el metal y los espacios intermedios, eso en sí mismo significa algo." Andy Biddulph, de Rock Sound, describió el álbum como "impresionante" y escribió: "Con su mezcla embriagadora de drone, incursión hardcore y riffs de rock clásico, I Am King es un disco diferente a cualquier otro."
Los críticos hicieron varias comparaciones entre partes o la totalidad de I Am King con otras bandas de metalcore y hardcore punk, incluyendo Converge, Disembodied, The Locust, Melvins, Norma Jean, Refused, Vision of Disorder y Zao; y notaron que los estilos musicales más pesados de la banda en el álbum incluyen el metalcore, el death metal y el sludge metal. Algunos críticos notaron algunas influencias que no fueran hardcore en pistas seleccionadas, incluyendo el shoegaze, el post-punk y el indie rock; y notaron similitudes con The Smiths y Lush.

### Listas
El álbum debutó en los Billboard 200 en el puesto 96, haciendo de I Am King el primer álbum de Code Orange en aparecer en una lista nacional. I Am King también alcanzó su punto máximo en el número 10 en la tabla de álbumes de Hard Rock y el número 29 en la tabla de álbumes de Rock.

## Lista de canciones
| N.º   | Título                  | Duración |  |
| 1.    | «I Am King»             | 2:38     |  |
| 2.    | «Slowburn»              | 2:31     |  |
| 3.    | «Dreams in Inertia»     | 5:00     |  |
| 4.    | «Unclean Spirit»        | 2:11     |  |
| 5.    | «Alone in a Room»       | 3:09     |  |
| 6.    | «My World»              | 2:56     |  |
| 7.    | «Starve»                | 3:48     |  |
| 8.    | «Your Body is Ready...» | 1:25     |  |
| 9.    | «Thinners of the Herd»  | 2:47     |  |
| 10.   | «Bind You»              | 1:43     |  |
| 11.   | «Mercy»                 | 4:15     |  |
| 32:23 |                         |          |  |

## Personal
El personal de I Am King según las notas del CD.
| Code Orange - Eric Balderose: guitarra, voz - Joe Goldman: bajo - Reba Meyers: guitarra, voz - Jami Morgan: batería, voz Músicos adicionales - AJ Borish (Path to Misery): voz en "Slowburn" - Joe Sanderson (Eternal Sleep): voz en "Mercy" - Eric Schaeffer (Unit 731): voz en "My World" - Scott Vogel (Terror): voz en "Unclean Spirit" | Producción - Kurt Ballou: grabación, mezcla y ingeniero en God City Studios - Brad Boatright: masterización - Dave Rosenstraus: grabación adicional en The Braddock Hit Factory - Taylor Young: grabación adicional en The Pit Portada - Kimi Hanauer: portada, diseño, fotos - Jami Morgan: dirección de arte |